# Tomohiro Shinno
Tomohiro Shinno (真野 友博, Shinno Tomohiro), né le 17 août 1996 à Hiroshima, est un athlète japonais, spécialiste du saut en hauteur.

## Biographie
En 2020, Tomohiro Shinno porte son record personnel à 2,31 m à Kumagaya, et s'adjuge par la suite son premier titre de champion du Japon.
Il remporte un deuxième titre national en 2022 à Osaka en franchissant 2,30 m.

## Palmarès
| Date | Compétition           | Lieu   | Résultat | Marque |
| ---- | --------------------- | ------ | -------- | ------ |
| 2022 | Championnats du monde | Eugene | 8e       | 2,27 m |

## Records
| Épreuve         | Performance | Lieu     | Date              |
| --------------- | ----------- | -------- | ----------------- |
| Saut en hauteur | 2,31 m      | Kumagaya | 20 septembre 2020 |